# Felix Andries
Felix Andries, né le 1er novembre 1899 et mort le 15 octobre 1978, est un footballeur belge actif durant les années 1920 et les années 1930. Il évolue durant toute sa carrière au RFC malinois au poste d'attaquant.

## Biographie

### Carrière
Felix Andries fait ses débuts avec l'équipe première du RFC malinois en 1921, à l'âge de 21 ans. N'ayant connu qu'un seul club dans sa carrière, il s'impose peu à peu en tant que titulaire du club et permet à l'équipe d'être championne de Division 2 en 1925-1926 et 1927-1928. Lors de sa carrière, il deviendra vice-champion de Division 1 en 1930-1931.

## Statistiques
| Saison                | Club                  | Championnat           | Championnat | Championnat | Coupe(s) nationale(s) | Coupe(s) nationale(s) | Total | Total |
| Saison                | Club                  | Division              | M.          | B.          | M.                    | B.                    | M.    | B.    |
| 1921-1922             | FC malinois           | Division 1            | 26          | -           | -                     | -                     | 26    | 0     |
| 1922-1923             | FC malinois           | Division 2            | -           | -           | -                     | -                     | 0     | 0     |
| 1923-1924             | FC malinois           | Division 2            | -           | -           | -                     | -                     | 0     | 0     |
| 1924-1925             | FC malinois           | Division 1            | 26          | -           | -                     | -                     | 26    | 0     |
| 1925-1926             | FC malinois           | Division 2            | -           | -           | -                     | -                     | 0     | 0     |
| 1926-1927             | FC malinois           | Division 1            | 21          | -           | -                     | -                     | 21    | 0     |
| 1927-1928             | FC malinois           | Division 2            | -           | -           | -                     | -                     | 0     | 0     |
| 1928-1929             | FC malinois           | Division 1            | 25          | 12          | -                     | -                     | 25    | 12    |
| 1929-1930             | RFC malinois          | Division 1            | 21          | 7           | -                     | -                     | 21    | 7     |
| 1930-1931             | RFC malinois          | Division 1            | 10          | 10          | -                     | -                     | 10    | 10    |
| 1931-1932             | RFC malinois          | Division 1            | 0           | 0           | -                     | -                     | 0     | 0     |
| Total sur la carrière | Total sur la carrière | Total sur la carrière | 131         | 51          | -                     | -                     | 131   | 51    |

## Palmarès
- FC malinois
  - Championnat de Belgique de D2
    - Champion : 1926 et 1928